# Dallas Cowboys 2012
La stagione 2012 dei Dallas Cowboys è stata la 53ª della franchigia nella National Football League e la seconda completa con come capo-allenatore Jason Garrett. Per la seconda stagione consecutiva la squadra concluse con un record di 8-8 e per la terza consecutiva mancò i playoff.

## Scelte nel Draft 2012
| Giro | Scelta | Giocatore        | Ruolo | College            |
| ---- | ------ | ---------------- | ----- | ------------------ |
| 1    | 6      | Morris Claiborne | CB    | LSU                |
| 3    | 81     | Tyrone Crawford  | DE    | Boise State        |
| 4    | 113    | Kyle Wilber      | LB    | Wake Forest        |
| 4    | 135    | Matt Johnson     | S     | Eastern Washington |
| 5    | 152    | Danny Coale      | WR    | Virginia Tech      |
| 6    | 186    | James Hanna      | TE    | Oklahoma           |
| 7    | 222    | Caleb McSurdy    | LB    | Montana            |

## Staff
| Staff dei Dallas Cowboys nel 2012 |
| --- |
| Organi dirigenziali - Proprietario/Presidente/General manager: Jerry Jones Capo allenatore - Jason Garrett Altri allenatori - Assistente del capo allenatore/Wide Receiver: Jimmy Robinson - Sviluppo della forza e della condizione: Mike Woicik - Assistente dello sviluppo della forza e della condizione: Walt Williams - Qualità e controllo dell'attacco/Wide Receiver: Keith O'Quinn - Qualità e controllo della difesa/Linebacker: Ben Bloom Allenatori dell'attacco - Coordinatore dell'attacco/Offensive Line: Bill Callahan - Quarterback: Wade Wilson - Running back: Skip Peete - Tight End/Coordinatore nei passaggi: John Garrett - Assistente Offensive Line: Wes Phillips Allenatori della difesa - Coordinatore della difesa: Rob Ryan - Defensive Line: Brian Baker - Linebacker: Matt Eberflus - Secondary: Jerome Henderson - Assistente Secondary Joe Baker Allenatori dello special team - Coordinatore dello Special Team: Joe DeCamillis - Assistente dello Special Team/Kicker: Chris Boniol |

## Roster
| Roster dei Dallas Cowboys nel 2012 |
| --- |
| Quarterback - 18 Kyle Orton - 9 Tony Romo Running Back - 28 Felix Jones - 29 DeMarco Murray - 34 Phillip Tanner - -- Lawrence Vickers FB Wide Receiver - 19 Miles Austin - 11 Cole Beasley - 88 Dez Bryant - 17 Dwayne Harris - 15 Andre Holmes - 85 Kevin Ogletree Tight End - 87 Colin Cochart - 84 James Hanna - 89 John Phillips FB - 82 Jason Witten Offensive Linemen - 62 David Arkin G/C - 73 Mackenzy Bernadeau G - 63 Ryan CookC - 67 Phil Costa C - 76 Derrick Dockery G - 68 Doug Free T - 71 Nate Livings G - 78 Jermey Parnell T - 77 Tyron Smith T Defensive Linemen - 92 Josh Brent NT - 99 Kenyon Coleman DE - 70 Tyrone Crawford DE - 97 Jason Hatcher DE - 95 Sean Lissemore DE/NT - 90 Jay Ratliff NT - 96 Marcus Spears DE Linebacker - 55 Alex Albright OLB/ILB - 57 Victor Butler OLB/DE - 54 Bruce Carter ILB - 52 Dan Connor ILB - 50 Sean Lee ILB - 93 Anthony Spencer OLB/DE - 94 DeMarcus Ware OLB/DE - 51 Kyle Wilber OLB Defensive Back - 31 Mario Butler CB - 39 Brandon Carr CB - 42 Barry Church SS - 24 Morris Claiborne CB - 21 Mike Jenkins CB - 37 Matt Johnson SS - 40 Danny McCray FS - 32 Orlando Scandrick CB - 43 Gerald Sensabaugh FS - 36 Mana Silva SS Special Team - 5 Dan Bailey K - 6 Chris Jones P - 91 L.P. Ladouceur LS Lista delle riserve - -- Donavon Kemp WR - 60 Kevin Kowalski C/G - 56 Caleb McSurdy ILB Squadra di allenamento - 79 Ben Bass DE - 16 Tim Benford WR - 72 Rob Callaway NT - 81 Danny Coale WR - 25 Lance Dunbar RB - 65 Ronald Leary G - 58 Orie Lemon ILB - 49 Jamize Olawale RB/FB Roster aggiornato al 5 settembre 2012 53 attivi, 3 inattivi, 8 nella squadra di allenamento, 0 free agent |
| Legenda - I rookie sono in corsivo. - Il primo ruolo è il principale mentre gli eventuali successivi indicano i ruoli secondari. - (IR) sta per Injured Reserve ed indica la lista ristretta per un solo giocatore infortunato che può tornare ad allenarsi dopo la settimana 6 e a rientrare in prima squadra dopo che questa ha giocato 8 partite. - (NF-Inj.) / (NF-Ill.) stanno rispettivamente per Non-Football Injured e Non-Football Illness ed indicano le liste dove viene inserito un giocatore che ha un infortunio o una malattia non dipendente dal football americano. - (PUP) sta per Physically Unable to Perform ed indica la lista dove viene inserito un giocatore mentre è in attesa di recuperare la condizione fisica. Nella stagione regolare dopo la sesta partita giocata dalla propria squadra, il giocatore ha tempo tre settimane per riprendere ad allenarsi, più tre settimane aggiuntive dal suo rientro agli allenamenti per rientrare in prima squadra. |

## Calendario

### Stagione regolare
| Turno | Data               | Ora                | Avversario             | Risultato          | Risultato          | Stadio                  | TV                 | NFL.com recap      |
| Turno | Data               | Ora                | Avversario             | Punteggio          | Record             | Stadio                  | TV                 | NFL.com recap      |
| ----- | ------------------ | ------------------ | ---------------------- | ------------------ | ------------------ | ----------------------- | ------------------ | ------------------ |
| 1     | 5/9                | 7:30 p.m. CDT      | at New York Giants     | V 24–17            | 1–0                | MetLife Stadium         | NBC                | Recap              |
| 2     | 16/9               | 3:05 p.m. CDT      | at Seattle Seahawks    | S 7–27             | 1–1                | CenturyLink Field       | Fox                | Recap              |
| 3     | 23/9               | 12:00 p.m. CDT     | Tampa Bay Buccaneers   | V 16–10            | 2–1                | Cowboys Stadium         | Fox                | Recap              |
| 4     | 1/10               | 7:30 p.m. CDT      | Chicago Bears          | S 18–34            | 2–2                | Cowboys Stadium         | ESPN               | Recap              |
| 5     | Settimana di pausa | Settimana di pausa | Settimana di pausa     | Settimana di pausa | Settimana di pausa | Settimana di pausa      | Settimana di pausa | Settimana di pausa |
| 6     | 14/10              | 12:00 p.m. CDT     | at Baltimore Ravens    | S 29–31            | 2–3                | M&T Bank Stadium        | Fox                | Recap              |
| 7     | 21/10              | 12:00 p.m. CDT     | at Carolina Panthers   | V 19–14            | 3–3                | Bank of America Stadium | Fox                | Recap              |
| 8     | 28/10              | 3:25 p.m. CDT      | New York Giants        | S 24–29            | 3–4                | Cowboys Stadium         | Fox                | Recap              |
| 9     | 4/11               | 7:20 p.m. CST      | at Atlanta Falcons     | S 19–13            | 3–5                | Georgia Dome            | NBC                | Recap              |
| 10    | 11/11              | 3:25 p.m. CST      | at Philadelphia Eagles | V 38–23            | 4–5                | Lincoln Financial Field | Fox                | Recap              |
| 11    | 18/11              | 12:00 p.m. CST     | Cleveland Browns       | V 23–20 (DTS)      | 5–5                | Cowboys Stadium         | CBS                | Recap              |
| 12    | 22/11              | 3:25 p.m. CST      | Washington Redskins    | S 38–31            | 5–6                | Cowboys Stadium         | Fox                | Recap              |
| 13    | 2/12               | 7:20 p.m. CST      | Philadelphia Eagles    | V 38–33            | 6-6                | Cowboys Stadium         | NBC                | Recap              |
| 14    | 9/12               | 12:00 p.m. CST     | at Cincinnati Bengals  | V 20–19            | 7–6                | Paul Brown Stadium      | Fox                | Recap              |
| 15    | 16/12              | 3:25 p.m. CST      | Pittsburgh Steelers    | V 27–24 (DTS)      | 8–6                | Cowboys Stadium         | CBS                | Recap              |
| 16    | 23/12              | 12:00 p.m. CST     | New Orleans Saints     | S 31–34 DTS)       | 8–7                | Cowboys Stadium         | Fox                | Recap              |
| 17    | 30/12              | 7:20 p.m. CST      | at Washington Redskins | S 28-18            | 8–8                | FedExField              | NBC                | Recap              |

Note
- Gli avversari della propria division sono in grassetto.